# Мюден (Аллер)
Мюден (нем. Müden) — община в Германии, в земле Нижняя Саксония.
Входит в состав района Гифхорн. Подчиняется управлению Майнерзен. Население составляет 5588 человек (на 31 декабря 2010 года). Занимает площадь 67,27 км².
Коммуна подразделяется на 6 сельских округов.
| Год  | Население |
| ---- | --------- |
| 1990 | 4245      |
| 1995 | 5001      |
| 2000 | 5424      |
| 2005 | 5580      |
| 2010 | 5623      |